# Divlje godine (strip)
Divlje godine je epizoda Dilan Doga objavljena u Srbiji premijerno u svesci br. 155. u izdanju Veselog četvrtka. Sveska je objavljena 26.12.2019. Koštala je 270 din (2,3 €; 2,7 $). Imala je 94 strane.

## Originalna epizoda
Originalna epizoda pod nazivom Gli anni selvaggi objavljena je premijerno u br. 364. regularne edicije Dilana Doga u Italiji u izdanju Bonelija. Izašla je 29.12.2016. Naslovnu stranicu je nacrato Gigi Cavenago. Scenario je napisala Barbara Baraldi, a epizodu nacrtao Nikola Mari. Koštala je 3,9 €.

## Kratak sadržaj
Prolog: Tinejdžer kupuje ploču benda Killing Machine i posle kraće svađe sa majkom, koja mu skida ploču s gramofona, on je masakrira.
Glavna priča. Dilan slučajno sreće Vinsenta Lefta, druga iz mladosti kome je kao roudi pomagao dok je Vincent svirao u hevi metal bendu Grom i pakao (u originalu Bloody Hell). Razgovarajući o prošlosti, Dilan pita Vincenta zašto mu se dugo nije javljao. Vincent objašnjava da je posle velike popularnosti benda i ekscesnog života, nastupila finansijska kriza zbog koje je počeo da se drogira. Dugo je bio na odvikavanju od droge, ali je zauzvrat morao da nastavi muzičku karijeru pod uslovima koje je propisala muzićka kuća koja mu je ponudila ugovor. Posle novog ugovora, Vincent snima novu ploču pod nazivom The Killing Machine. Muzika Vinsovog benda sada veliča nasilje i zlo, koje kod slušalaca stvara poriv za nasiljem. Bend ponovo doživljava veliku popularnost, a Vinsent se izvlači iz problema i počinje da uživa u bogatstvu. Dilan ga kritikuje što ovoga puta nije iskren, ali potom saznaje da je Vinsentova duša kupljena.

## Značaj epizode
Epizoda pokriva pitanje vrtoglavog uspeha i nesposobnosti rok zvezda da ga podnesu. Rok muzika je opisana kao industrija, tj. nemilosrdna mašina koja melje pojedince između svojih zupčanika. Vincent pominje Kurta Kobejna, Dženis Džoplin i Džimija Hendriksa, uz komentar kao su izvršili samoubistvo kako bi pobegli iz mašine. Slava u rok muzici je, po ovom shvatanju, moguća jedino ako se duša proda đavolu, kojeg ovde simbolizuje Džon Goust. Slična tematika je već obrađena se u filmu Alana Parkera Angel Heart iz 1987. godine u kome šlager pevač prodaje dušu đavolu za popularnost i slavu. Autori stripa, međutim, idu korak dalje, ulazeći u pitanje iskrenosti rok muzičara. Dilan kritikuje Vinsenta jer danas više nije iskren prema publici, već im umesto soptvene boli nudi laž koja im stvara patnju.

## Novi detalji serijala
Saznajemo da je Dilan u mladosti radio kao roudi, te da je policiju odabrao kada je poginula njegova devojka. Novi arhi-neprijatelj Džon Goust se takođe pojavljuje u vidu vlasnika klinike za odvikavanje od alkohola Ghost Priory, kao i sa sopstvenom muzičkom izdavačkom kućom Ghost Records. Goust je glavni održavaoc mašine koja melje svoje protagoniste.

## Inspiracija za naslovnu stranicu
Inspiracija za naslovnicu došla je od postera za film Syd and Nancy na kojoj se nalaze Gary Oldman i Chloe Webb, koji u filmu glume Sida Viciousa (čuveni basista Seks Pistolsa) i njegovu devojku Nancy Spungen. (Oboje umrli od droge 02.02.1979)

## Inspiracija hevi metal i pank pesmama
Epizodu otvaraju stihovi njihove pesme „Shout at the Devil“, grupe Mötley Crüe, a zatvaraju stihovi „Nighttrain“ od Guns’n’Roses. Ovo je već druga epizoda inspirisana pank muzikom. Prva je bila Anarhija u UK.

## Cameo
Roberto Recchioni se pojavljuje kao cameo na dnu uvodne stranice noseći ispod miške ploču Paranoid grupe Black Sabbath.